# هواهین
هواهین (به فرانسوی: Huahine) یک جزیره متعلق به کشور پلی‌نزی فرانسه است که در اقیانوس آرام واقع شده است. هواهین ۶٬۳۰۳ نفر جمعیت دارد و ۶۹۹ متر بالاتر از سطح دریا واقع شده است.
این جزیره ۱۶ کیلومتر طول، ۱۳ کیلومتر عرض و ۷۷٫۶ کیلومتر مربع مساحت می‌باشد.